# Alberto Caffassi
Alberto Caffassi (Alessandria, 1894 – Alessandria, 1973) è stato un pittore italiano.

## Biografia
Caffassi inizia a dipingere nel 1908, dopo una visita nello studio del pittore Giuseppe Pellizza da Volpedo.
Frequenta l'Accademia Albertina di Torino dove si diploma nel 1919, successivamente segue un corso di figura all'Accademia di Brera di Milano allievo dei pittori Cesare Tallone e Giacomo Grosso.
Si dimostra un abile ritrattista, con committenze non soltanto della sua città di origine ma anche nazionali.
Nel 1944 il suo studio, situato in via San Lorenzo ad Alessandria, viene distrutto durante un bombardamento alleato con la perdita di molti suoi quadri.
Nel dopoguerra Caffassi si dedica anche al rifacimento a memoria di molte delle opere perdute.
Tra le mostre a cui ha partecipato, ricordiamo le internazionali di arte sacra di Roma del 1934 e di Padova del 1931; la Esposizione internazionale d'arte di Venezia del 1934 e 1936 (dove espone, nella sala XVI al n. 11, il celebre Paese-Castelvecchio di Rocca Barbena); la Mostra della società Promotrice per le belle arti associata al Sindacato Interprovinciale di Torino del 1939 e alla II° III° e IV° Quadriennale di Roma.
Il Museo Civico di Alessandria a Palazzo Cuttica contiene un'intera sala dedicata alle opere di Cafassi, sue opere sono anche nella quadreria della Fondazione Cassa di Risparmio di Alessandria, un suo grande affresco si trova presso la casa del mutilato di Alessandria.